# Mohamed Traoré
Mohamed Traoré (ur. 18 listopada 1988 w Bamako) – malijski piłkarz występujący na pozycji napastnika. Zawodnik klubu AS Real Bamako, do którego trafił w 2017 roku. W reprezentacji Mali zadebiutował w 2010 roku.